# غجر ليبيا
غجر ليبيا، أو الدوميون في ليبيا، هو مصطلح يطلق على الأقلية الغجرية الموجودة في ليبيا، ويتحدثون اللغة الدومرية. وقد هاجروا إلى أراضي ليبيا الحالية من جنوب آسيا، وخاصة من الهند، في العصر البيزنطي.
لقد عزل غجر ليبيا أنفسهم لقرون عن الثقافة السائدة في ليبيا.
قدم الغجر في ليبيا وسائل الترفيه الموسيقية مثل حفلات الزفاف وغيرها من الاحتفالات. يضم شعب الدوم في ليبيا مجموعات فرعية مثل نوار وحلبي وغقر.